# Klima der Rhön
Das Klima der Rhön wird bestimmt von einer Übergangszone vom ozeanischen Klima mit geringen, zum kontinentalen Klima mit erheblichen jahreszeitlichen Temperaturschwankungen.

## Mesoklima der Rhön

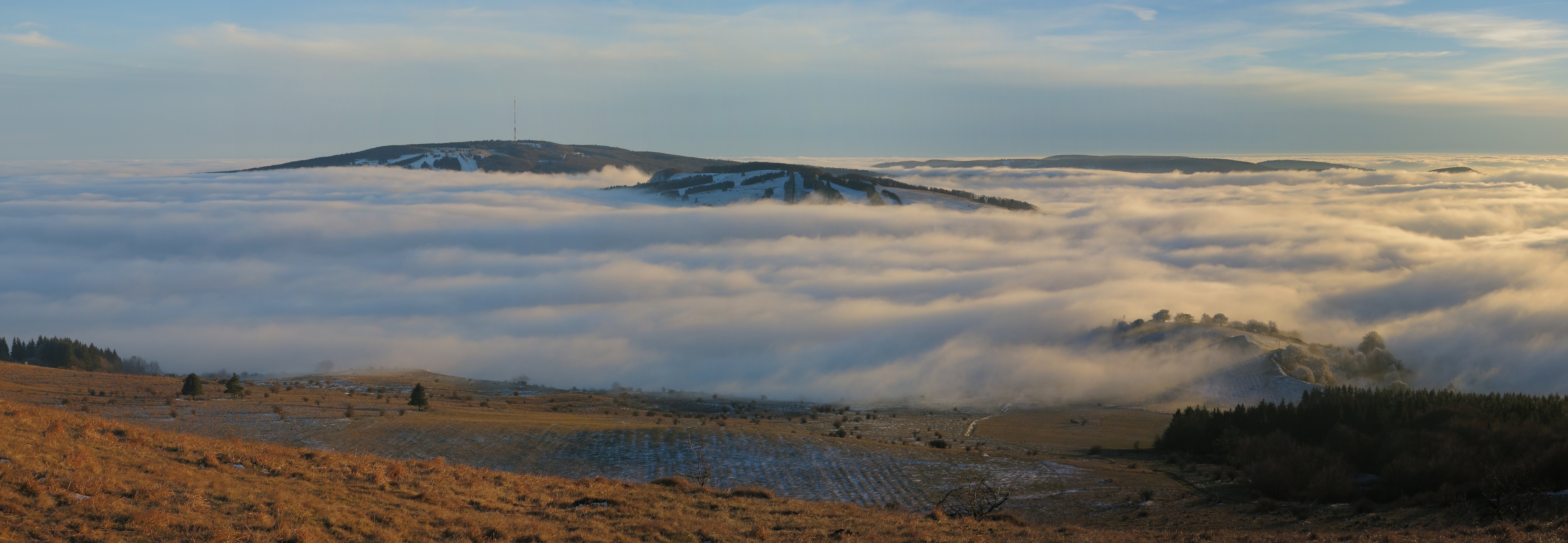
Inversion – Blick vom Himmeldunkberg über die nebelgefüllten Täler von Brend und Sinn zu Kreuzberg und Arnsberg. Im Hintergrund rechts die Schwarzen Berge

In den westlichen Hochlagen hat das Klima ozeanischen Charakter, im östlichen Vorland ist ein kontinentaler Einfluss spürbar. So beträgt die Schwankung der monatlichen Durchschnittstemperaturen auf der Wasserkuppe 16,2 °C (−3,2 °C bis 13 °C) bei einem Jahresdurchschnitt von 4,8 °C. In Meiningen-Dreißigacker (450 m ü. NHN) beträgt die Schwankung 18,0 °C (−2,2 °C bis 15,8 °C) bei einem Jahresdurchschnitt von 6,9 °C (vieljährige Mittelwerte 1961 bis 1990).
Gleichzeitig befindet sich die Rhön im Bereich der Westwinddrift, sodass sich feuchte Luftmassen häufiger an den westlichen Gebirgsteilen abregnen als an den östlichen. Im langjährigen Mittel von 1961 bis 1990 regnete es auf der Wasserkuppe 1084 mm im Jahr, in Meiningen 660 mm. Im gleichen Zeitraum schien die Sonne in Meiningen jährlich 1488 Stunden, auf der Wasserkuppe 1552 Stunden. Grund ist die häufige Inversionswetterlage, bei der die Täler mit nebliger Kaltluft gefüllt sind und die Gipfel in der Sonne liegen. Die Höhenlage im Gebirge hat einen wesentlichen Einfluss auf Eintritt und Verlauf der Jahreszeiten. So beginnt die Apfelblüte in den Hochlagen der Rhön etwa zwei Wochen später als im Vorland. Bei der Ernte des Winterroggens beträgt der Unterschied sogar drei Wochen. Entsprechend kürzer sind die Vegetationsperioden in den Hochlagen.
Während also die Hochlagen die kältesten Gebiete der Rhön darstellen, mit über 100 Tagen geschlossener Schneedecke im Jahr, liegen die wärmsten Regionen im südlichen Vorland. Hier ist besonders die Weinbauregion um Hammelburg zu nennen.
Die Rhön wird oft als sehr windreiche Region empfunden. Es kommt immer wieder zu Sturmschäden. So beschädigte am 22. Oktober 2005 ein Tornado das Dach einer Lagerhalle in Motten. Solche einzelnen Wetterereignisse prägen die Wahrnehmung und bleiben in Erinnerung. Die klimatische Betrachtung über längere Zeiträume stellt sich jedoch anders dar. Vom Aspekt der Nutzung der Windenergie her befindet sich die Rhön nur in der Windzone 1 von 4. Dies entspricht einer mittleren Windgeschwindigkeit von bis zu 6,18 m/s in 140 m Höhe. Aus diesem Blickwinkel gehört die Rhön zu den windärmeren Regionen Deutschlands.

## Mikroklima in der Rhön
Das Mikroklima einzelner Standorte ergibt sich aus dem stark strukturierten Geländeprofil der Region. Es gibt Hochflächen, steile Berghänge in verschiedenen Himmelsrichtungen und tiefe Täler. All das resultiert in einer hohen Reliefenergie. In diesem Zusammenhang haben Temperaturverläufe an Berghängen eine besondere Bedeutung. Generell fließt kalte Luft an einem Hang talwärts, sodass die Temperatur am Talboden oft niedriger ist, als am Hang. Neigt sich dieser Hang in südliche Richtung, so wird er sich bei Sonnenschein schnell erwärmen. Ist der Boden eher trocken, wie es auf klüftigem Muschelkalk häufig der Fall ist, wird dieser Effekt noch verstärkt.

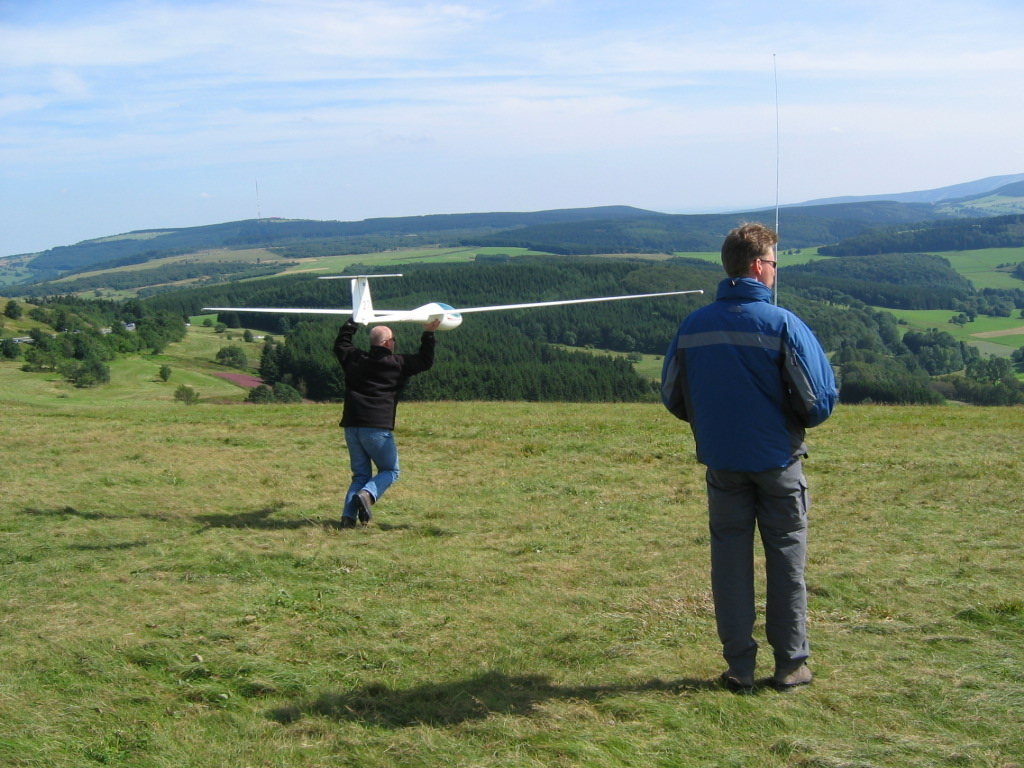
Modellflug auf der Wasserkuppe

Diese Mechanismen haben starken Einfluss auf die Vegetation. So können wärmeliebende Arten bei geeignetem Mikroklima in hohen Lagen existieren.
Für Landwirte ist das Mikroklima von zentraler Bedeutung, beispielsweise beim Weinbau. Imker stellen ihre Bienenkästen lieber an warme Hänge als ins Tal.
An warmen Südhängen steigt die bodennahe Luft empor. Es entsteht eine vertikale Strömung, die Thermik. Segelflieger, Gleitschirm- u. Modellflieger nutzen diese Thermik ebenso wie große Vögel (Greifvögel, Störche), die im Gleitflug Höhe gewinnen.

## Klimawandel in der Rhön
Die anthropogene globale Erwärmung wirkt sich auch im Gebiet der Rhön aus. Es ist davon auszugehen, dass verschiedene Tier- und Pflanzenarten an bisher gewohnten Standorten nicht mehr existieren können. Während in den Hochgebirgen kälteliebende subarktisch-alpine Arten bzw. boreal-montane Arten eventuell in höhere Lagen auswandern können, ist das Potential dafür in der Rhön nicht gegeben.
Für Gärtner, Land- u. Forstwirte, aber auch für Gewerbetreibende beispielsweise im Freizeitbereich (Skiliftbetreiber) ist die ungefähre Kenntnis der zukünftigen klimatischen Entwicklung von entscheidender Bedeutung.
Nach Berechnungen des Potsdam-Instituts für Klimafolgenforschung sind folgenden Szenarien zu erwarten:

### Beispiel Klimaentwicklung Hohe Rhön
Im Vergleich zum Referenzzeitraum von 1951 bis 2006 wird sich bis 2055 die Jahresdurchschnittstemperatur von ca. 6,5 °C auf 8 °C–9 °C erhöhen.
Bei der Jahresniederschlagssumme werden eher geringe Abweichungen nach ober oder unten erwartet. Dabei werden die Sommer trockener und die Winter nasser.
Während es im Referenzzeitraum von 1961 bis 1990 114 Frosttage im Jahr gab, werden es 2055 nur noch ca. 80 sein. Umgekehrt nimmt die Zahl der Sommertage (Tage, an denen die Lufttemperatur 25 °C erreicht) von 9,67 im Referenzzeitraum auf 22–25 zu.

### Beispiel Klimaentwicklung Wälder und Trockengebiete östlich Hammelburg
Die Jahresdurchschnittstemperatur lag hier im Referenzzeitraum von 1951 bis 2006 bei 7,5 °C–9 °C. Bis 2050 wird sie sich bis auf 10,5 °C bis 11 °C erhöhen.
Im gleichen Zeitraum lag die Jahresniederschlagssumme bei ca. 700 mm. Sie wird sich bis 2050 je nach Szenario auf 850 mm erhöhen. Auch hier werden die Sommer trockener und die Winter nasser werden.
Im Referenzzeitraum von 1961 bis 1990 gab es hier 105 Frosttage im Jahr. Diese werden auf 59 bis 64 zurückgehen. Die Zahl der Sommertage wird von 29,5 auf 55–60 zunehmen.

### Grundwasser
Der großräumige Trend der sinkenden Grundwasserspiegel bestätigt sich auch in der Rhön. Obwohl eine Abnahme der Jahresniederschlagssumme für die Zukunft nicht zu erwarten ist, kommt es bereits heute zu einer geringeren Grundwasserneubildung. Dies erklärt sich neben den trockeneren Sommern durch Niederschläge in Form von Starkregenereignissen, die durch hohen Abfluss nicht zur Grundwasserneubildung beitragen. Die Entwicklung von Strategien gegen künftigen Wassermangel in der Region ist Gegenstand der Forschung. Weitere Informationen auch im Hauptartikel: